# Моторпойнт Арена Нотингам
„Моторпойнт Арена Нотингам“ е спортна зала в британския град Нотингам. Открита е от златната медалистка Джейн Торвил на 1 април 2000 година. От отварянето си е била домакин на хиляди концерти и спортни събития.